# Liz Carmouche
Elizabeth Marie Carmouche, född 19 februari 1984 i Lafayette, är en amerikansk MMA-utövare som 2013-2020 tävlade i organisationen Ultimate Fighting Championship.